# Renoul d'Angoulême
Ranulfo Tagliaferro o Ranolfo detto Bompar, conte d'Angoulême, di Périgord e di Agen (... – 27 luglio 975) fu conte d'Angoulême di Périgord e di Agen dal 962 alla sua morte.

## Origine
Sia secondo il monaco e storico, Ademaro di Chabannes, che secondo la Historia Pontificum et Comitum Engolismensis, Guglielmo detto Talerandus era il figlio maschio secondogenito del conte d'Angouleme di Périgord e di Agen, Bernardo e della sua seconda moglie, Garsenda, come ci viene confermato dal documento n° I del Instrumenta sarlatensis Ecclesiae, di cui non si conoscono gli ascendenti.
Sia secondo il monaco e storico, Ademaro di Chabannes, che secondo la Historia Pontificum et Comitum Engolismensis, Bernardo di Périgord era l'unico figlio del conte di Périgord e di Agen, Guglielmo I e della moglie, Regelinda, la figlia del conte di Quercy, conte di Tolosa e anche conte di Rouergue, Raimondo I e della moglie, Berta.

## Biografia
Verso il 940, secondo il documento n° I del Instrumenta sarlatensis Ecclesiae, suo padre, Bernardo fece restaurare l'abbazia di Sarlat, con il consenso della seconda moglie, Garsenda, e Ranulfo, assieme ad altri fratelli e fratellastri (firmavit, Guillelmi, Arnaldi, Gauberti, Bernardi, Ramnulphi, Alduini, Gaufredi, Heliæ, Amalgerii, Fulcherii, Odolrici), fu tra coloro che controfirmarono l'atto di donazione.
Suo padre, Bernardo, secondo la Historia Pontificum et Comitum Engolismensis, collaborava col cugino Guglielmo II detto Tagliaferro, conte d'Angouleme, e quando Guglielmo II detto Tagliaferro morì verso il 945 e fu tumulato nell'Abbazia di San Cybard, ancora secondo Ademaro di Chabannes, gli succedette Bernardo, già conte di Périgord, e dopo di lui furono conti di Angouleme quattro dei suoi figli.
Non si conosce la data esatta della morte di suo padre, Bernardo, avvenuta verso il 950.
Gli succedette il figlio di primo letto, Arnaldo Barnaba, sia in Angouleme, che in Périgord.
Di Arnaldo Barnaba non si hanno molte notizie; morì senz'altro prima del fratello Guglielmo, che morì il 6 agosto 962. Sia Ademaro di Chabannes, che la Historia Pontificum et Comitum Engolismensis ci confermano che fu sepolto nell'Abbazia di San Cybard, Angoulême.
Ad Arnaldo Barnaba succedette il fratello, Guglielmo, come Guglielmo III, sia in Angouleme, che in Périgord.
Di Guglielmo si conosce la data della morte, che secondo gli Annales Engolismenses, morì il 6 agosto 962 (962. Willelmus comes Egolismensis Talerandus obiit 8 Id Aug).
A Guglielmo succedette Ranolfo, fratellastro di Guglielmo, sia in Angouleme, che in Périgord.
Ranolfo, secondo gli Annales Engolismenses, morì il 27 luglio 975 (975. Ramnulfus comes Egolismensis gladio interfectus est 6. kal. Aug.); sia Ademaro di Chabannes che la Historia Pontificum et Comitum Engolismensis riportano la morte Ranolfo, avvenuta combattendo contro Arnoldo Manzer, figlio illegittimo di Guglielmo II Tagliaferro.
Ancora secondo Ademaro di Chabannes, a Ranolfo succedette il fratello Riccardo detto l'Insipiente, sia in Angoulême, che in Périgord; ma dalla contea d'Angouleme fu scacciato poco tempo dopo da Arnoldo Manzer, che gli succedette come conte d'Angouleme, come successore di Guglielmo II Tagliaferro. Riccardo nella contea di Perigord, invece fu esautorato dalla sorellastra, Emma ( † dopo il 988), che aveva sposato il conte de La Marche, Bosone I.

## Discendenza
Di Renoul non si conosce alcuna moglie, e di lui non si conosce alcuna discendenza.

### Fonti primarie
- (LA)  Monumenta Germaniae Historica, tomus IV.
- (LA)  Gallia christiana, in provincias ecclesiasticas distributa, tomas II.
- (LA)  Ademarus Engolismensis, Historiarum Libri Tres.
- (LA)  Historia Pontificum et Comitum Engolismensis.

### Letteratura storiografica
- Louis Halphen, Francia: gli ultimi Carolingi e l'ascesa di Ugo Capeto (888-987), in «Storia del mondo medievale», vol. II, 1979, pp. 636–661